# Marco Giovannetti
Marco Giovannetti (ur. 4 kwietnia 1962 w Mediolanie) – włoski kolarz szosowy, mistrz olimpijski oraz zwycięzca Vuelta a España.

## Kariera
Pierwszy sukces w karierze Marco Giovannetti osiągnął w 1984 roku, kiedy wspólnie z Marcello Bartalinim, Erosem Polim i Claudio Vandellim zdobył złoty medal w drużynowej jeździe na czas na igrzyskach olimpijskich w Los Angeles. Był to jedyny medal wywalczony przez Giovannettiego na międzynarodowej imprezie tej rangi oraz jego jedyny start olimpijski. Poza tym Włoch dwukrotnie wygrał włoski Giro del Casentino w latach 1982 i 1984, a w 1990 roku był najlepszy w klasyfikacji generalnej Vuelta a España i trzeci w Giro d’Italia. W 1992 roku w obu tych klasykach zajmował czwarte miejsce, wygrywając przy tym po jednym etapie. Trzykrotnie startował w Tour de France, ale nie odniósł sukcesu. Ponadto w 1992 roku zdobył złoty medal w indywidualnym wyścigu ze startu wspólnego zawodowców na szosowych mistrzostwach kraju. Nigdy nie zdobył medalu na szosowych mistrzostwach świata.

## Najważniejsze zwycięstwa
- 1984 – mistrzostwo olimpijskie w wyścigu drużynowym
- 1987 – etap w Tour de Suisse
- 1990 – Vuelta a España
- 1992 – etap w Giro d’Italia